# Авенија Петра I од Србије (Париз)
Авенија Петра I од Србије (фр. Avenue Pierre 1er de Serbie) је улица која се налази у 16 округу у Паризу.

## Локација
Авенија Петра I од Србије пролази кроз 16 округ Париза и простире се до улице која носи име Џорџа V.

## Историја
Ова авенија је раније била део Улице Пјера Шарона, а пре тога део Улице Морни.
Данашње име је званично понела 14. јула 1918. године.

## Порекло имена
Авенија носи име краља Петра I Карађорђевића, последњег владара Краљевине Србије и првог владара Краљевине Срба, Хрвата и Словенаца. Ту постоји и посебна симболика, јер је краљ Петар I похађао Сент Барб колеџ у Латинској четврти у Паризу, а потом и Војну школу Сен-Сир.
Као млади потпоручник француске Легије странаца, Петар се борио у Француско-пруском рату 1870–1871. године. За истакнуту улогу у бици код Орлеана, 9. јануара 1871. године, одликован је Легијом части.

## Важна здања
На адреси Авенија Петра I од Србије бр. 10, налази се Палата Галијера (фр. Palais Galliera) у којој је смештен Музеј моде града Париза (фр. Musée de la Mode de la Ville de Paris).

## Најближи превоз
- Аутобус - 32, 42, 63, 72, 80, 82, 92

## Познати становници
У овој авенији је 1884. године живела Мери Стивенсон Касат, америчка сликарка импресионизма.